# Dirk Ulrich
Dirk Ulrich (* 27. September 1954) war Fußballtorwart in der DDR. Für den 1. FC Magdeburg bestritt er zehn Spiele in der DDR-Oberliga, der höchsten Spielklasse des ostdeutschen Fußballverbandes.

## Fußball-Laufbahn
Als Juniorenspieler der BSG Lok Stendal wurde Dirk Ulrich einmal in der Junioren-Nationalmannschaft der DDR eingesetzt. Er hütete er das Tor der Juniorenauswahl am 30. April 1972 im Spiel DDR – Ungarn (3:3). Nachdem Ulrich Schulze 1976 beim 1. FC Magdeburg seine Oberligakarriere beendet hatte, verpflichteten die Magdeburger Dirk Ulrich als zweiten Torwart neben Bernd Dorendorf. Ulrich wurde zwar sofort am ersten Spieltag der Oberligasaison 1976/77 in der Begegnung Rot-Weiß Erfurt – 1. FCM (2:0) eingesetzt, anschließend war jedoch Dorendorf Stammtorhüter. Erst ab dem 17. Spieltag kam Ulrich wieder zum Zuge, sodass er in der gesamten Saison zehnmal im Tor der Magdeburger stand. Zusätzlich hütete er am 16. März 1977 das Tor des FCM im Viertelfinalspiel um den UEFA-Pokal bei Juventus Turin, das die Magdeburger mit 0:1 verloren und damit aus dem Pokal ausschieden. Für die Saison 1977/78 wurde Dirk Heyne zum ersten Torwart des FCM bestimmt und bestritt auch alle 26 Oberligapunktspiele. Ein Jahr später wurde Ulrich offiziell aus dem Oberligaaufgebot gestrichen und in die Nachwuchsoberliga-Mannschaft versetzt.
Auch in der Nachwuchsoberliga kam Ulrich nur in wenigen Spielen zum Einsatz, denn im November 1979 musste er seinen Militärdienst antreten. Er erhielt die Möglichkeit bei der Armeesportgemeinschaft Vorwärts Havelberg weiter Fußball zu spielen. 1980 stieg Ulrich mit den Havelbergern in die drittklassige Bezirksliga Magdeburg auf. Laut Leske Enzyklopädie des DDR-Fußballs (2007) ging Ulrich nach der Beendigung seiner Armeezeit wieder zu Lok Stendal zurück, er wurde dort aber nie im Aufgebot der 1. Mannschaft genannt. Im höherklassigen Fußball wurde Ulrich auch später nicht mehr erwähnt. Nach seiner aktiven Laufbahn war er als Trainer bei unterklassigen Fußballmannschaften tätig, so in der Saison 2007/08 beim fünftklassigen Verbandsligisten Magdeburger SV Börde 1949.